# Arin Karapet
Arin Karapet, (armeniska: Արին Կարապետ) född 9 maj 1988 i Spånga församling i Stockholms län, är en svensk politiker (moderat), som är ordinarie riksdagsledamot sedan 2018. Han är ledamot i arbetsmarknadsutskottet.
Inför valet 2018 beskrevs han som "91% företagsvänlig" i en kandidatguide utgiven av Företagarna, där han uttalade sig positivt om bland annat minskad regelbörda för företag samt minskat inflytande för fackförbund.
Karapet beskriver sig som svenskarmenier, uppvuxen i Rinkeby och Hässelby, och har uttalat sig för ett erkännande av Seyfo, folkmordet på bland annat armenier och assyrier mellan 1915 och 1925.
Han har tidigare varit ledamot i Stockholms läns landsting.

## Utmärkelser
- Arin Karapet tilldelades 2021 armeniska parlamentets hedersmedalj (Medal of Honour) av Armeniens Sverigeambassadör Alexander Arzoumanian.